# 東京文化會館
東京文化會館（日语：／）是位於日本東京都台東區上野公園的一座東京都立音樂廳。該設施包括大音樂廳、小音樂廳、彩排室、會議室、餐廳、音樂資料室。管理及運營者是公益財團法人东京都历史文化财团。
東京文化會館是東京都交響樂團的主要據點。維也納國立歌劇院等外國著名歌劇院在日本公演時，幾乎都會選擇東京文化會館作為演出場地。該建築是建築師前川國男的代表作之一，在1961年獲得日本建築學會賞作品賞及第3屆BCS賞。

## 历史
東京文化會館是東京都開都500年祭的紀念事業之一。該館是東京都的古典音樂音樂廳先驅之一。隨著大阪府交響曲音樂廳、東京都三得利音樂廳等使用最新音響設計技術的音樂廳相繼開廳，東京文化會館一度被認為設施過時。但在經過了1999年的大改造之後，東京文化會館已經擺脫過時印象。日本大多數音樂廳空間狹小。東京文化會館是少有的擁有廣大面積的音樂廳，因此外國知名歌劇院青睞在此舉辦在日公演。東京文化會館亦因此有「音樂的殿堂」之稱。
索尼前會長大賀典雄曾在2004年至至2011年擔任東京文化會館館長。大賀去世後，日枝久（曾任富士電視台會長）在2011年9月1日就任館長。2012年7月1日，指揮家小林研一郎就任東京文化會館音樂監督。2017年12月，東京電視台音樂節目《忘年日本之歌》在東京文化會館進行了公開收錄。
在經過半年的改裝後，東京文化會館於2014年12月重新開業。

## 設施
東京文化會館的大音樂廳可以容納2,303名觀眾（1層1,282席、2層238席、3層355席、4層268席、5層160席、輪椅座席14席）。是專門舉辦古典音樂的音樂會、芭蕾舞、歌劇的音樂廳。大音樂廳兩側牆壁的雲形裝飾是雕刻家向井良吉的作品。小音樂廳可以容納635名觀眾（下層338席、上層311席、輪椅座席4席），主要用於舉辦鋼琴、合唱等人數較少的古典音樂演奏會。小音樂廳特殊外形的音響反射板及舞台兩側牆面的音響擴散體是雕刻家流政之的作品。
東京文化會館的音樂資料室是專門蒐集古典音樂及日本音樂、民族音樂的圖書館。中學生以上年齡的讀者均可免費閱讀、觀賞資料。資料室收集有72,000張黑膠唱片和CD、4,000張DVD、33,000本樂譜、30,000冊圖書雜誌。

## 外部連結
- 官方网站（日語）（英文）
- 東京文化會館的X（前Twitter）